# Marea Adunare Națională de la 27 august 1989

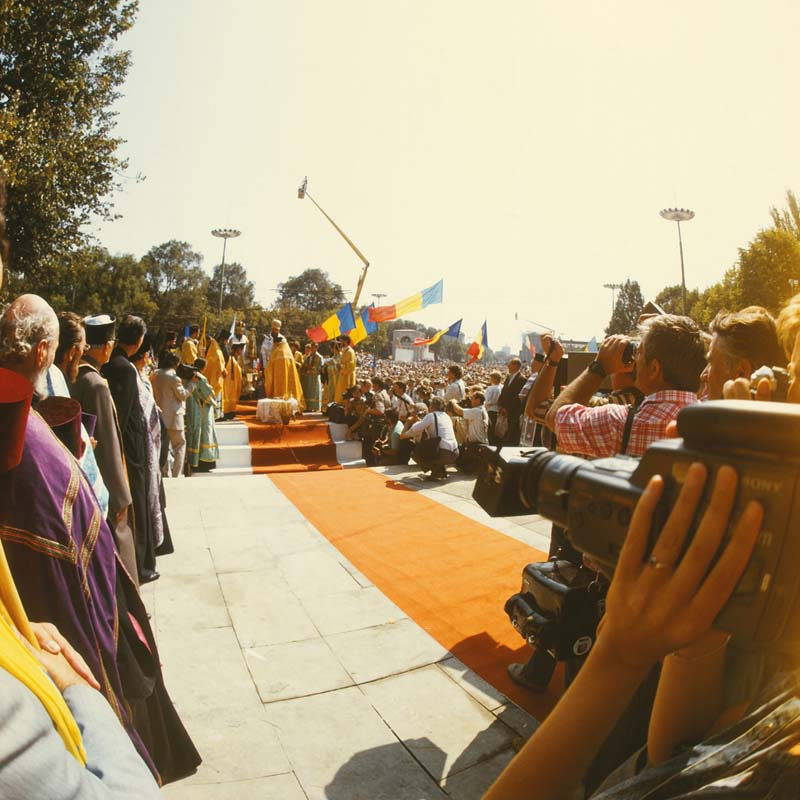
O procesiune religioasă în timpul Marii Adunării.

Marea Adunare Națională de la 27 august 1989 a fost o întrunire ce s-a ținut in Piața Victoriei din Chișinău (în prezent, Piața Marii Adunări Naționale), în contextul mișcării de renaștere națională de la sfârșitul anilor '80 din RSS Moldovenească.
Au participat aproximativ 750.000 de oameni (circa 1/6 din populația de atunci a republicii). 
În cadrul adunării a fost cerută declararea limbii române  ca limbă de stat în RSSM, precum și trecerea la grafia latină. 

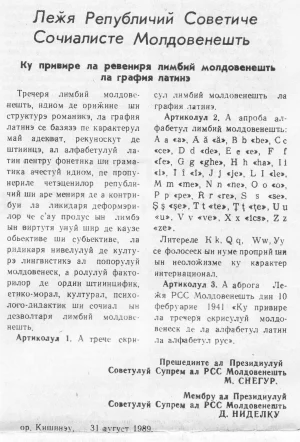
Legea despre trecerea limbii moldovenești la alfabetul latin

## Consecințe
Sub impulsul Marii Adunări Naționale, peste două zile, pe 29 august 1989, s-au deschis lucrările celei de-a XIII sesiuni a Sovietului Suprem din RSSM, care a durat până pe 1 septembrie. În rezultatul unor intense dezbateri avute cu oponenții din Sovietul Suprem, s-a reușit să fie adoptată limba moldovenească ca limba de stat și adoptarea alfabetului latin. Discuțiile cele mai aprinse au avut loc pe 31 august, când s-a votat și cea mai mare parte a legislației privitoare la limba de stat și alfabet. Ulterior, ziua de 31 august a fost declarată sărbătoare națională în Republica Moldova.